# Pyrinia antarxata
Pyrinia antarxata är en fjärilsart som beskrevs av Charles Oberthür 1912. Pyrinia antarxata ingår i släktet Pyrinia och familjen mätare. Inga underarter finns listade.